# Dalbergia succirubra
Dalbergia succirubra är en ärtväxtart som beskrevs av François Gagnepain och William Grant Craib. Dalbergia succirubra ingår i släktet Dalbergia, och familjen ärtväxter. Inga underarter finns listade i Catalogue of Life.